# 奇蹟的燒肉店
《奇蹟的燒肉店》（日語：フード・ラック!食運）是一部2020年上映的日本劇情電影，由搞笑組合「鴕鳥俱樂部」成員寺門義人執導，EXILE成員NAOTO及土屋太鳳主演，石黑賢、松尾諭、寺脇康文、白龍及涼等共同演出。本片講述了佐藤良人的媽媽安江獨力經營燒肉店「根岸苑」，廣受食客好評。然而發生食物中毒事件後，流失大量食客，生意一落千丈，「根岸苑」最後黯然結業。
本電影於2020年11月4日在東京國際電影節首映，其後於同年11月20日在日本全國正式上映。香港上映時間為2021年5月6日，台灣則於同年6月18日上映，片名為《強運燒肉饌》。

## 演員表
- 佐藤良人：EXILE NAOTO （少年期：齊藤汰鷹）
- 竹中靜香：土屋太鳳
- 新生英二：石黑賢
- 古山達也：松尾諭
- 山田智洋：寺脇康文
- 瀧澤二郎：白龍
- 瀧澤小百合：東千鶴
- 西田貴博：矢柴俊博
- 的場涼子：筧美和子
- 尾崎實：大泉洋（特別演出）
- 豐川忠義：大和田伸也
- 石原雄司：龍雷太
- 佐藤安江：涼

## 工作人員
- 原作、導演：寺門義人
- 原作協力：高橋麗子
- 編劇：本山久美子
- 音樂：Amar
- 主題歌：決明子「ヨクワラエ」（avex trax）
- 製作人：高橋敏弘
- 執行製作人：吉田繁曉
- 共同執行製作人：小佐野保
- 製片人：宇高武志、林鐵洋、山邊博文
- 攝影：藤本信成
- 照明：金子拓矢
- 美術：齊藤しおり
- 錄音：深田晃
- 剪輯：青野直子
- 音樂製作人：茂木英興、野口良
- 裝飾：渡邊大智
- 記錄：栗原節子
- 造型設計：前田勇彌
- 髮型設計：澤田久美子
- 鑄件：北田由利子
- 視覺特效主管：桑原雅志
- 食品統籌：はらゆうこ
- 音響効果：澀谷圭介
- 助導演：二宮崇
- 製作擔當：板井茂樹
- 副製片人：鴨井雄一
- 宣傳主管：細川朋子
- 宣傳製作人：西剛希
- 協賛：DOKUSO映畫館、Tabelog
- 製片公司：Geek Site
- 共同宣傳及製作：Geek Pictures
- 製作及發行商：松竹

## 外部鏈接
- 電影官方網站 （页面存档备份，存于）（日語）
- 映画『フード・ラック!食運』的X（前Twitter）
- フード・ラック!食運的Facebook專頁
- YouTube上的映画『フード・ラック!食運』11月20日（金）ロードショー播放列表
- 開眼電影網上《強運燒肉饌》的資料（繁體中文）
- Yahoo奇摩上《強運燒肉饌 （页面存档备份，存于）》的預告（繁體中文）
- 雅虎香港電影上《奇蹟的燒肉店》的資料（繁體中文）
- 豆瓣电影上《食運》的資料 （简体中文）
- 互联网电影数据库（IMDb）上《奇蹟的燒肉店》的资料（英文）